# José González Ganoza
José González Ganoza (Lima, 10 de juliol de 1954 - Ventanilla, 8 de desembre de 1987) fou un futbolista peruà de la dècada de 1980.
Fou internacional i va formar part de l'equip peruà a la Copa del Món de 1982.
Pel que fa a clubs, destacà defensant els colors de Alianza Lima.
Va morir en el desastre aeri de l'Alianza Lima el 1987.